# Базилика Санто-Стефано-Маджоре
Базилика Санто-Стефано-Маджоре (итал. Basilica Santo Stefano Maggiore) — католическая церковь в Милане, Италия. Была основана в V веке. Изначально была посвящена святым Захарии и Стефану, позже только святому Стефану. На протяжении всей своей истории церковь претерпела несколько реконструкций, расширений и реставраций.
Также церковь носит название Санто-Стефано-ин-Броло (итал. Santo Stefano in Brolo; историческое название области) или Ворота святого Стефана (итал. Santo Stefano alla Porta, в отсылку к потерне церкви, сейчас уже не существует).

## История и описание
Первая церковь была построена около 417 года по инициативе будущего епископа Милана Мартиниануса. В 1070 году здание было уничтожено огнём и отстроено в романском стиле в 1075 году.
26 декабря 1476 года базилика стала местом убийства герцога Милана Галеаццо Мария Сфорца, пришедшего на празднование дня покровителя церкви.
30 сентября 1571 года в Санто-Стефано был крещён будущий художник Микеланджело Меризи, более известный как Караваджо. Этот факт был подтверждён в 2007 году, когда было обнаружено свидетельство о крещении художника.
Начиная с 1594 года, базилика претерпела серию строительных вмешательств, в том числе:
- расширение апсиды главного алтаря (начало XVII века)
- удлинение нефа и реставрация фасада (середина XVII века)
- после разрушения в 1642 году, восстановление колокольни архитектором Джироламо Куадрио из Лугано (конец XVII века)
- строительство ризницы (начало XVIII века)
- модернизация некоторых часовен (начало XIX века)

В базилике хранились тела святых Мартиниануса, Аусануса и Мансуэтуса, епископов Милана, которые в 1988 году были переведены в Миланский собор. Святой Карло Борромео также перевёл туда тела святых Лео, Арзариуса, Маринуса, Маманта и Агапетуса.

## Галерея

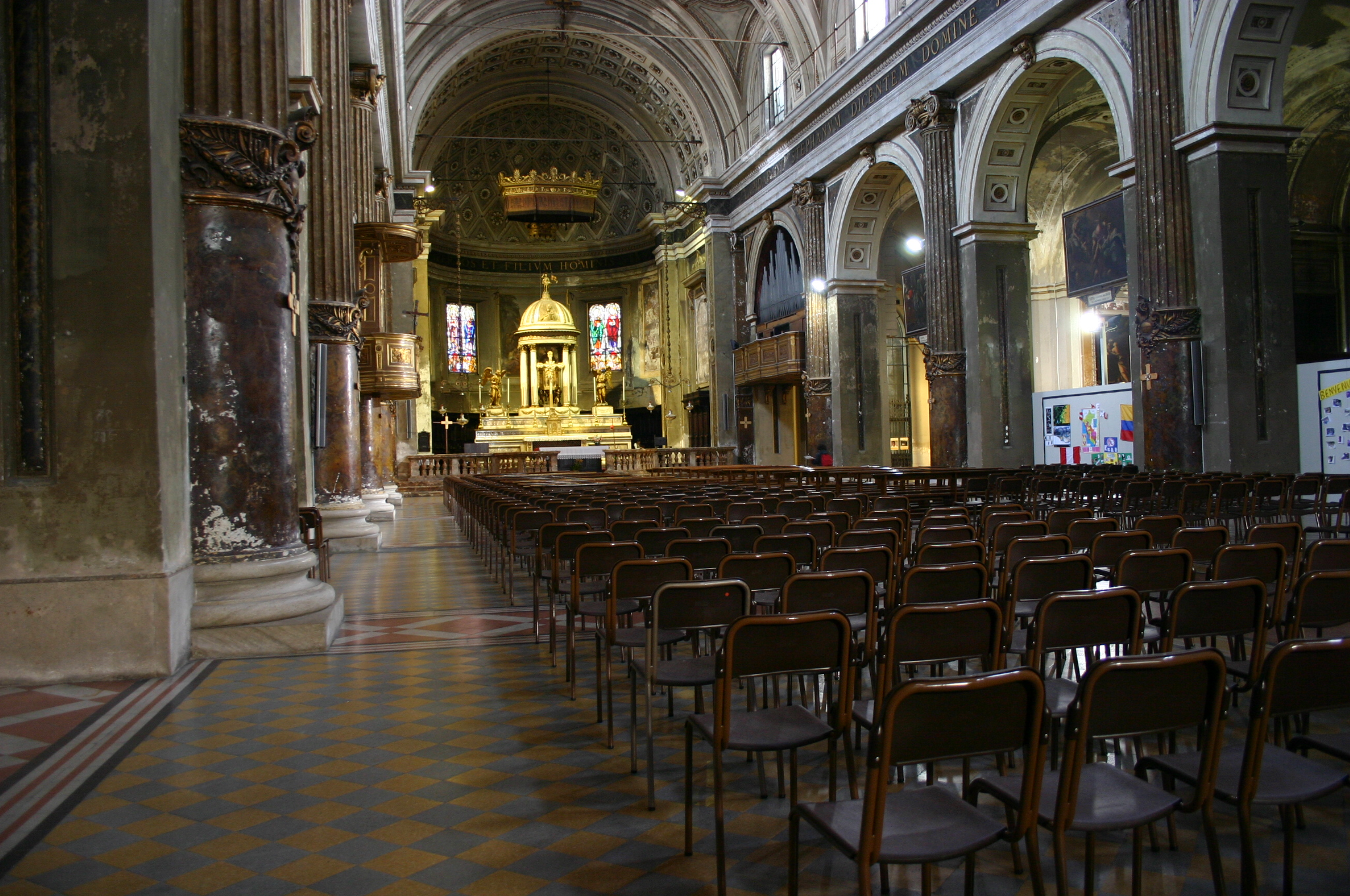
Внутреннее убранство
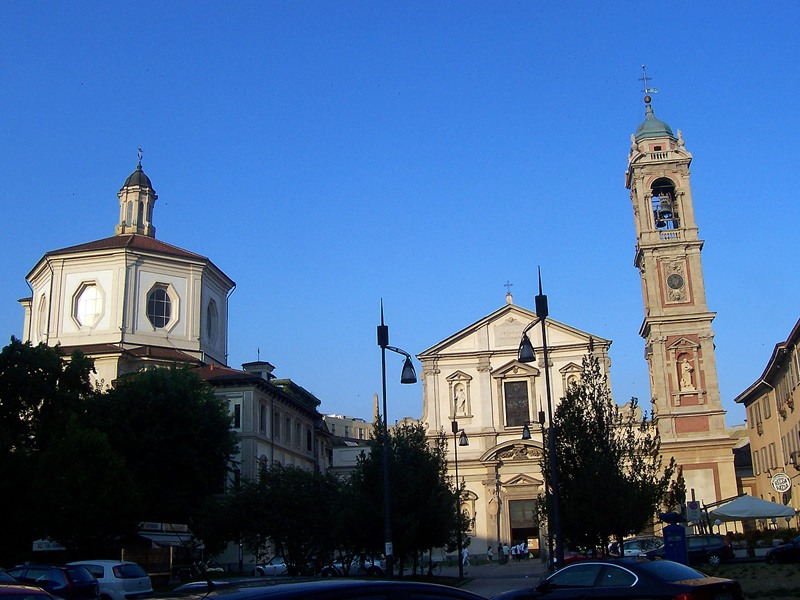
Площадь перед базиликой
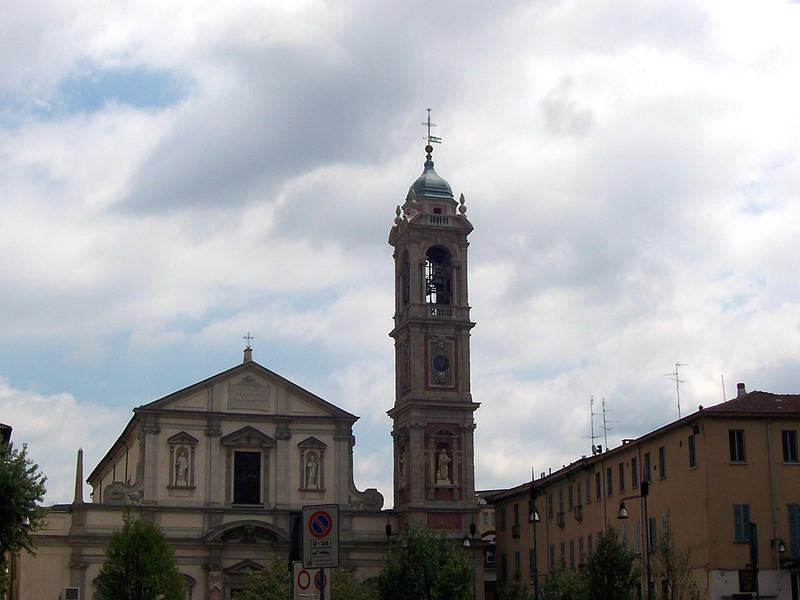
Колокольня во всю высоту
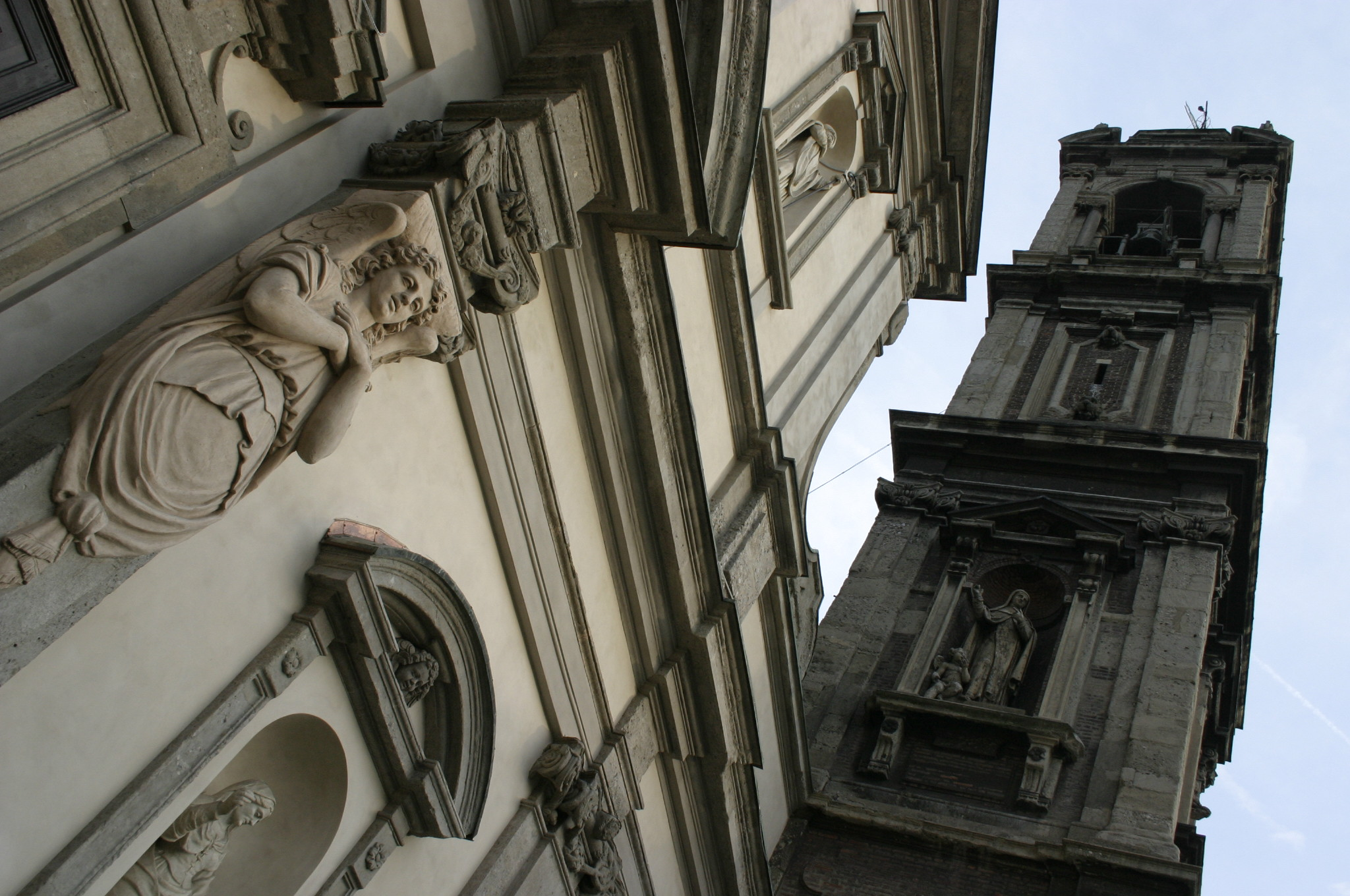
Фасад вместе с колокольней